# Michiyo Nakajima
Michiyo Nakajima (中嶋美智代 ou 中嶋ミチヨ, Nakajima Michiyo, née le 2 janvier 1973) est une idole japonaise, chanteuse et actrice des années 1990, qui débute en 1991 en interprétant notamment la chanson Hinageshi, thème de fin de la série anime Ranma ½ cette annèe-là. Elle commence à tourner dans des drama à partir de 1992, et dans quelques films. Son dernier rôle est un doublage de voix pour l'anime D.N.Angel en 2003. Elle épouse le joueur de baseball Saburo Omura et lui donne un troisième enfant en mars 2009.

## Discographie

### Singles
- 1991: Akai Hanataba (赤い花束)
- 1991: Hinageshi (ひなげし)
- 1991: Hatsukoi-Dōri (初恋通り)
- 1991: Totemo Chiisana Monogatari (とても小さな物語)
- 1992: Omoide ni mo Narenai (思い出にもなれない)
- 1992: Nikki no Kagi Kashimasu (日記の鍵貸します)
- 1992: Omowareteiru (思われている)
- 1993: Hazukashii Yume (恥ずかしい夢)
- 1993: Chotto Itai Kankei (ちょっと痛い関係)
- 1993: Oteyawaraka ni (お手やわらかに)
- 1994: Koi o Shimashō (恋をしましょう)
- 1998: 1, 2, 3, Kimemasho (1･2･3キメましょ)

### Albums
- 1991: Nakajima (中嶋)
- 1991: Kinenbi (記念日。) (mini-album)
- 1992: Tampopo (Tanpopo, たんぽぽ)
- 1992: Hijōshikina Wani (非常識なワニ)

### Compilations
- 1993: Nakajima Michiyo BEST Stay with me (中嶋美智代ベスト Stay with me)
- 1994: PRIVATE SELECTION I’ll be there (中嶋美智代プライベート・セレクション I'll be there)
- 1996: Nakajima Michiyo BEST Believe in you (中嶋美智代ベスト Believe in you)
- 2002: Nakajima Michiyo BEST

## Liens
- (ja) Blog officiel